# Orthotrichia attenuata
Orthotrichia attenuata är en nattsländeart som beskrevs av Wells 1983. Orthotrichia attenuata ingår i släktet Orthotrichia och familjen smånattsländor. Inga underarter finns listade i Catalogue of Life.